# Houstry
Houstry is een dorp in de buurt van Dunbeath in de Schotse lieutenancy Caithness in het raadsgebied Highland.